# Cassia artensis
Cassia artensis é uma espécie de legume da família Leguminosae.
Apenas pode ser encontrada na Nova Caledónia.